# Afroaraber
Afroaraber är en beteckning som har använts om personer i arabvärlden med påbrå från Afrika söder om Sahara. Detta inkluderar subgrupper i olika länder, så som: afroemiratier, al-Akhdam (afrojemeniter), afrosaudier, afroomanier, afrokuwaitier, afroqatarier, afrobahranier, afrolibaneser, afrosyrier, afropalestinier, afrojordanier, afroirakier, shwashin (afrolibyer och afrotunisier), gnawa (afromarockaner) och haratin (afroalgerier). Termen har också använts om olika arabiska etniska grupper i Afrika (söder om Sahara).

## Historik
Sedan islam uppkom under medeltiden började religionen spridas även i Afrika söder om Sahara, främst från Afrikas horn och Swahilikusten längs Östafrikas kust. Den arabiska halvön samt Jerusalem blev därför föremål även för afrikanska muslimers pilgrimsfärder. Många afrikanska pilgrimer uppges ha stannat och avstått från att återvända till Afrika. 
En annan källa till afroarabernas ursprung är slavhandeln. Från antiken fram till 1900-talet förekom en slavhandel längs flera rutter som transporterade slavar från Afrika till Arabvärlden. Bland dess rutter fanns baqt-avtalet, där hundratals slavar årligen transporterades från Sudan till Egypten. 
Transsahariska slavhandeln från centrala Afrika till Nordafrika ägde rum från antiken till 1900-talet.
Slavhandeln på Indiska oceanen mellan östa Afrika till arabiska halvön ägde rum mellan medeltiden fram till 1900-talet.
Slavhandeln på Röda havet förekom från antiken till 1960-talet. 
Afrikanska slavar kallades från medeltiden för zanj i Arabvärlden, liksom europeiska slavar kallades för saqaliba. 
Hur många afroaraber som härstammar från frivillig invandring och hur många som härstammar från slavhandeln är svårt att bedöma, då frågan är känslig.